# Província de Pàdua
La província de Pàdua és una província que forma part de la regió del Vèneto dins d'Itàlia. La seva capital és Pàdua.
Està completament envoltada d'altres províncies vènetes, a excepció d'una petita sortida a la llacuna de Venècia al sud-est. Limita al nord amb les províncies de Treviso i Vicenza, a l'est amb la ciutat metropolitana de Venècia, al sud amb la província de Rovigo i a l'oest amb les Verona i Vicenza.
Té una àrea de 2.144,15 km², i una població total de 937.111 hab. (2016). Hi ha 104 municipis a la província.